# Cymothales johnstoni
Cymothales johnstoni is een insect uit de familie van de mierenleeuwen (Myrmeleontidae), die tot de orde netvleugeligen (Neuroptera) behoort. 
Cymothales johnstoni is voor het eerst wetenschappelijk beschreven door Kirby in 1902.